# Unione Sportiva Grosseto 1977-1978
Questa voce raccoglie le informazioni riguardanti l'Unione Sportiva Grosseto nelle competizioni ufficiali della stagione 1977-1978.

## Rosa
| N. |                   | Ruolo | Calciatore          |
| -- | ----------------- | ----- | ------------------- |
|    | Italia (bandiera) | A     | Roberto Balestrelli |
|    | Italia (bandiera) | A     | Carlo Borghi        |
|    | Italia (bandiera) | D     | Piero Brezzi        |
|    | Italia (bandiera) | C     | Marco Cacitti       |
|    | Italia (bandiera) | P     | Gabriello Carpita   |
|    | Italia (bandiera) | A     | Maurizio Chipa      |
|    | Italia (bandiera) | A     | Vinicio Ciacci      |
|    | Italia (bandiera) | D     | Fabio Ciavattini    |
|    | Italia (bandiera) | C     | Paolo Ciolli        |
|    | Italia (bandiera) | D     | Piero Giannoni      |
|    | Italia (bandiera) | A     | Alessandro Maiolino |

| N. |                   | Ruolo | Calciatore          |
| -- | ----------------- | ----- | ------------------- |
|    | Italia (bandiera) | C     | Maurizio Maniscalco |
|    | Italia (bandiera) | D     | Rolando Marchetti   |
|    | Italia (bandiera) | C     | Enrico Marini       |
|    | Italia (bandiera) | D     | Adriano Martelli    |
|    | Italia (bandiera) | C     | Ottavio Mencio      |
|    | Italia (bandiera) | C     | Franco Montagnani   |
|    | Italia (bandiera) | P     | Roberto Negrisolo   |
|    | Italia (bandiera) | D     | Tullio Pezzopane    |
|    | Italia (bandiera) |       | Sabatini            |
|    | Italia (bandiera) | C     | Lorenzo Zauli       |